# Tulbaghia acutiloba
Tulbaghia acutiloba är en amaryllisväxtart som beskrevs av William Henry Harvey. Tulbaghia acutiloba ingår i släktet Tulbaghia och familjen amaryllisväxter. Inga underarter finns listade i Catalogue of Life.